# Tiffeneauův–Demjanovův přesmyk
Tiffeneauův–Demjanovův přesmyk je chemická reakce 1-aminomethylcykloalkanolů s kyselinou dusitou za vzniku cykloketonu s větším řetězcem.
Tato reakce umožňuje snadno zvětšovat kruhy aminovaných cykloalkanů a cykloalkanolů o jeden uhlík. Zpracovat v ní lze kruhy od cyklopropanu po cyklooktan; s rostoucí velikostí kruhu se snižují výtěžnosti a nejvhodnější je tento přesmyk na přípravu pěti- až sedmičlenných kruhů, využívá se často na vytváření bicyklických a polycyklických molekul. Bylo vydáno několik prací zabývajících se touto reakcí.

## Základní mechanismus
Mechanismus začíná diazotací aminové skupiny kyselinou dusitou a následným odštěpením dusíku za tvorby primárního karbokationtu. Následuje přesmyková reakce vedoucí k rozšíření kruhu, jež vede ke stálejšímu oxoniovému iontu, jenž je deprotonován.

## První návrhy mechanismu
Přestože bylo již dobře známo, že symetrické 1-aminomethylcykloalkoholy reagují s kyselinou dusitou, tak až do 80. let 20. století probíhaly spory ohledně mechanismu této reakce. Potíže představovala množství různých produktů vytvořených z nesymetrických 1-aminomethylcykloalkoholů a z molekul obsahujících můstkově propojené cykly. Stále pokračují experimenty za cílem objasnit další mechanistické podrobnosti reakce a zvýšit její účinnost.
V roce 1960 Peter A. S. Smith a Donald R. Baer provedli průzkum Tiffeneauova–Demjanovova přesmyku a navrhli mechanismus, který ve své době výrazn posunul porozumění této reakci.
Tento mechanismus byl shrnutím několika zdrojů. Od 50. let se předpokládalo, že se během Tiffeneauových–Demjanovových přesmyků vytváří karbeniové ionty; významný pokrok poté přišel se zlepšením chápání reakcí aminových skupin s kyselinou dusitou. Řada kinetických studií provedených v této době vedla k představě, že kyselina dusitá reaguje s aminy tak, že nejprve vytvoří derivát, pravděpodobně oxid dusitý. Tento derivát by měl následně reagovat s aminem za vzniku diazoniového iontu; nestabilita diazoniového iontu ale naznačila karbokationový průběh přesmyku.
Dalším důležitým prvkem byla skutečnost, že reakce snadněji probíhá za Tiffeneauových podmínek - navázání alkoholu na uhlík na činidle vedla k urychlení reakcí; vznikalo také poměrně málo vedlejších produktů, jakými jsou například alkeny. Na základě těchto pozorování byl vytvořen Smithův-Baerův mechanismus. Přítomnost vodíku by naznačovala, že vedle přesunů uhlíků se také přesunují atomy vodíku; tyto přesuny mění polohu kladného náboje z  C1 na C3 a v mírně zásaditých rozpouštědlech, jako je voda, takto vzniklé produkty vytvářejí E1 reakcemi alkeny.
Tyto alkeny jsou časté u jednoduchých Demjanovových přesmyků, ale neobjevují se u Tiffeneauových–Demjanovových; přítomnost alkoholu posouvá vznikající kladný náboj zvětšovaného kruhu vedle kyslíku. Tento přesun je výhodnější než přesun vodíku, protože kyslík může dodat elektronovou hustotu karboniovému iontu skrz rezonanci.
Smithův-Baerův mechanismus také dokáže vysvětlit další tehdejší pozorování. Ještě před 60 lety byly provedeny Tiffeneauovy–Demjanovovy přesmyky 1-aminomethylcykloalkanolů s alkylovými skupinami na vedlejších aminomethylových řetězcích. Smith a Baer zkoumali, jak takové substituenty ovlivňují přesmyky přípravami různých 1-hydroxycyklohexylbenzylaminů a jejich vystavením podmínkám pro tuto reakci.
Na základě toho, že šestičlenné cykly v Tiffeneauových–Demjanovových přesmycích reagují dobře, by bylo možné předpokládat, že reakce bude probíhat; namísto předpokládaného zvětšování kruhů ale vznikaly pouze dioly. Pětičlenné analogy těchto sloučenin do Tiffeneauových–Demjanovových rozšiřování kruhů vstupují. Alkylové substituenty, oproti arylovým, účinnost přesmyků snižují. Smith a Baer si uvědomili, že tyto výsledky podporují jejich mechanismus. Jelikož substituce stabilizuje karbonový ion, tak je u něj větší pravděpodobnost reakce s nukleofilem (v tomto případě vodou) a menší pravděpodobnost přesmyku. Pětičlenné kruhy v důsledku většího kruhového napětí vytvářejí dostatečně nestálé karbokationty, aby u nich docházelo k přesunům uhlíků.

### Nedostatky původního mechanismu
Smithův-Baerův mechanismus nedokáže vysvětlit některé pozorované jevy. Symetrické reaktanty obsahující alkylové substituenty na cyklických řetězcích vytvářejí Tiffeneauovými–Demjanovovými přesmyky vždy jednotný produkt, ale při navázání alkylu tak, aby byla molekula nesymetrická, se vytváří více produktů.
Výchozí aminoalkoholy se obvykle vytváří navazováním kyanidových aniontů na cyklické ketony a redukcí takto vzniklých hydroxynitrilů. Tímto způsobem se tvoří různé diastereomery, což poté ovlivňuje regioselektivitu reakce. U téměř všech asymetrických prekurzorů převažuje jeden izomerní produkt nad druhým. Tiffeneauovy–Demjanovovy přesmyky se používají na přípravy řady steroidů a bicyklických sloučenin, jejichž prekurzory jsou málokdy symetrické; oddělování produktů je přitom obtížné. V době objevu této reakce byly možnosti spektroskopických a separačních metod omezené, a tak bylo velmi náročné tuto vlastnost reakce překonat. Původně se předpokládalo, že tvorbu převažujícího produktu řídí náchylnost jednotlivých uhlíků k přesunu a/nebo sterické efekty; tuto domněnku prověřovala řada výzkumníků, například i Marc Tiffeneau. Během 60. let ovšem převládla představa, že hlavní řídicí silou jsou sterické efekty.

## Pozdější mechanistické studie
V letech po vydání Smithova a Baerova článku (1960) se objevovaly stále další náznaky potřeby přehodnotit jimi navržený mechanismus. Nový mechanismus omezil roli karbokationtu vůči ostatním faktorům podílejícím se na rozšiřování kruhu, jako jsou orientace vznikajícího diazoniového iontu, sterické interakce, a pohyby atomů. Takový mechanismus navrhli v roce 1982 Catherine N. Cooper a Peter J. Jenner. Nejvýraznějším rozdílem je průběh oddělení diazoniového iontu a přesun alkylu v jednom soustředěném kroku, což umožňuje také zahrnout vlivy sterických efektů, orientace reaktantů, a pohyby atomů. I v tomto mechanismu je nadále důležité rozdělení kladných nábojů, které zdůvodňuje většinu pozorovaných vlastností Tiffeneauových–Demjanovových přesmyků. Žádný z uvedených vlivů není v tomto mechanismu upřednostňován, takže i s ním je velmi obtížné předvídat, který uhlík se bude přesouvat přednostně.
S rozvojem spektroskopických a separačních metod se zvýšil význam Tiffeneauových–Demjanovových přesmyků; tyto pokroky dovolují rychlé určení a izolování produktů.
Na základě zjištění, že prvky 14. skupiny mohou stabilizovat kladný náboj, který je vůči nim v poloze β se Leonie Chow, Melanie McClure, a Johnathan White v roce 2004 pokusili využít je k přímým Tiffeneauovým–Demjanovovým přesmykům; předpokládali, že navázání trimethylsilylové skupiny do polohy β oproti uhlíku, který se může přesunout, jeho přenos usnadní, tento vliv byl slabý. Vyvodili z toho výsledek, že kladný náboj nemá na odštěpení diazoniového iontu velký vliv. Jelikož je tento ion dobrou odstupující skupinou, tak k jeho přesunu stačí malý podnět.